# Manfred Schmider
Manfred Schmider (* 3. Juli 1949 in Karlsruhe) ist ein ehemaliger deutscher Unternehmer. Er war Mitbegründer des im Jahr 2000 durch betrügerische Handlungen in Insolvenz gegangenen Unternehmens FlowTex. Bei der strafrechtlichen Aufarbeitung des FlowTex-Skandals wurde er zu 11½ Jahren Freiheitsstrafe rechtskräftig verurteilt.

## Aufstieg
Schmider hat die Volksschule in Karlsruhe besucht, ein VWL-Studium hat er angeblich abgebrochen. Bereits im Alter von 16 verkaufte er Lebensversicherungen. Nach verschiedenen weiteren Tätigkeiten eröffnete er einen Gebrauchtwagen- und Schrotthandel. Mitte der 1980er Jahre wurde er nach eigenen Aussagen entführt und man habe in seinem Wohnhaus Wertgegenstände und Bargeld in Millionenhöhe entwendet. Die Versicherung zahlte zwei Millionen DM Entschädigung. Trotz eines Aufrufs in der Fernsehsendung Aktenzeichen XY ungelöst wurde der Fall damals juristisch nicht aufgeklärt und schließlich zu den Akten gelegt. Als sich knapp zehn Jahre später die Täter meldeten und Schmider des Versicherungsbetrugs beschuldigten, führten die Behauptungen wegen widersprüchlicher Angaben zu keiner Anklage.
Im Jahr 1986 erwarb er in den USA von der Firma FlowMole eine Lizenz zur Herstellung von mobilen Horizontal-Bohrmaschinen. Mit diesen Maschinen ist es möglich, Leitungen unterirdisch zu verlegen, ohne zuvor einen Graben auszuheben. Das war der Beginn der Firma „FlowTex“ in Ettlingen, die er zusammen mit seinem Partner Klaus Kleiser im selben Jahr gründete. Die FlowTex-Maschinen stießen zunächst auf Interesse und Schmider baute sein Unternehmen in wenigen Jahren zu einer Firmengruppe mit mehreren tausend Mitarbeitern aus. FlowTex investierte erhebliche Mittel in die Öffentlichkeitsarbeit, was auch seiner persönlichen Bekanntheit zugutekam. Er ernannte Jürgen Morlok, den ehemaligen Vorsitzenden der FDP in Baden-Württemberg, zum Unternehmenssprecher. In der Öffentlichkeit wurde er bald als erfolgreicher Unternehmer bewundert. Baden-Württembergs Ministerpräsident Erwin Teufel lobte FlowTex als „Schmuckstück“ der Landeswirtschaft. Lothar Späth hielt die Laudatio zum 50. Geburtstag von Schmider. Auf Grund seines Erscheinungsbilds und passend zu seinem vermeintlichen Erfolg bekam er den Spitznamen „Big Manni“.
Schmider begann auf großem Fuß zu leben. Er erwarb ein 60.000 m² großes Anwesen auf dem exklusiven Karlsruher Turmberg. Er kaufte Villen in Cannes, Miami, Ibiza und St. Moritz. Er erwarb für 20 Mio. DM die 55 Meter lange Yacht Maalana des Prinzen von Brunei. Ihm gehörten zwei Privatflugzeuge und ein Hubschrauber, mit dem er sich die rund 10 km zur Arbeit fliegen ließ. Er war ein großzügiger Gastgeber für Geschäftspartner und Politiker. Er spendete wiederholt an die beiden Parteien CDU und FDP. 1995 erhielt Schmider vom Land den Zuschlag zum Erwerb der freigewordenen kanadischen Luftwaffenbasis Baden/Söllingen. Er plante, dort den Flughafen Baden-Airpark zu errichten und Gewerbebetriebe anzusiedeln. Auch eine neue FlowTex-Zentrale sollte dort gebaut werden. Das Land gewährte ihm für die Konversion einen Zuschuss in Höhe von 35 Mio. DM und die Nachbargemeinden gaben weitere 22 Mio. DM dazu.

## Niedergang
Im Zuge von Geldwäsche-Ermittlungen der portugiesischen und spanischen Behörden wurde 1999 das Bundeskriminalamt auf das Unternehmen FlowTex aufmerksam. Das BKA kontaktierte daraufhin die Finanzverwaltung in Karlsruhe. Nach weiteren internen Recherchen und Rückfragen wurde am 4. Februar 2000 das Firmengelände durchsucht und Schmider sowie sein Partner Kleiser wegen Fluchtgefahr in Untersuchungshaft genommen. Es stellte sich heraus, dass der Erfolg auf einer jahrelang betriebenen betrügerischen Geschäftspraxis beruhte. Von den über 3400 bilanzierten Maschinen existierten tatsächlich nur 220. Die Übrigen waren nur auf dem Papier vorhanden. Bei Inspektionsbesuchen von Kreditgebern wurden die Typenschilder der auf dem Hof befindlichen Maschinen zuvor schnell ausgewechselt. Durch eine Sale-Lease-Back-Transaktion innerhalb des Firmenverbunds erhielt das Unternehmen für die nur fiktiv vorhandenen Maschinen Umsatzerlöse, um die laufenden Kosten zu decken und den steigenden Verpflichtungen gegenüber Gläubigern nachzukommen. Auch die Wirtschaftsprüfungsgesellschaft KPMG schöpfte in all den Jahren keinen Verdacht. Mit der Zeit war das schneeballähnliche Ponzi-System zum Scheitern verurteilt. Eine Gläubigerbank beantragte am 8. Februar 2000 Insolvenzantrag gegen die FlowTex Technologie GmbH & Co. KG. Wie später bekannt wurde, ging bereits 1996 bei den Behörden eine Anzeige mit Hinweis auf die betrügerischen Geschäftspraktiken ein. Diesem Hinweis wurde damals aber nicht weiter nachgegangen. Der von der Staatsanwaltschaft ermittelte Schaden beläuft sich auf 2,2 Mrd. €, zum tatsächlichen wirtschaftlichen Schaden der Gläubiger gibt es widersprüchliche Aussagen.

## Juristische Aufarbeitung
Die Staatsanwaltschaft Mannheim erstellte die Anklageschrift. Am 18. Dezember 2001 wurde Schmider vom Mannheimer Landgericht als einer der Hauptverantwortlichen zu zwölf Jahren Haft verurteilt. Wegen einer möglichen Befangenheit der Richter hob der Bundesgerichtshof als Revisionsinstanz die Entscheidung auf. Das Urteil in der Neuverhandlung im Jahr 2003 reduzierte das Strafmaß um sechs Monate auf 11 ½ Jahre. Schmider versuchte mit Hilfe eines psychologischen Gutachtens eine erneute Revision des Urteilsspruchs. Der Gutachter bescheinigte ihm ein „Harry-Potter-Phänomen der halluzinatorischen Wunscherfüllung“, dennoch sei er für die Straftaten voll verantwortlich. Er zog daraufhin die Revision zurück und das Urteil wurde rechtskräftig. Ab Juli 2006 erhielt er den Status eines Freigängers und am 2. Oktober 2007 wurde er auf Bewährung entlassen.
Der FlowTex-Skandal zog weitere Kreise. Ein Untersuchungsausschuss des baden-württembergischen Landtags beschäftigte sich von März 2002 bis Oktober 2005 mit dem Thema und insbesondere mit den Beziehungen zur Kommunal- und Landespolitik. Der Abschlussbericht stellte u. a. fest, „den Akten konnten keinerlei Anhaltspunkte für eine gesteuerte, politisch motivierte Bevorzugung des Manfred Schmider u. a. in Sachen FlowTex entnommen werden.“
Im Jahr 2013 stand Schmider erneut vor Gericht. Das Landgericht Mannheim beschuldigte ihn des Bankrott-Vergehens. Er hatte 2005 und 2006 über einen ehemaligen Mithäftling vier wertvolle Chagall-Gemälde und einen teuren Geländewagen vorbei an den Gläubigern zu seiner Frau in die Schweiz bringen lassen. Schmider war geständig, was strafmildernd gewertet wurde, und erhielt eine Bewährungsstrafe von einem Jahr und zehn Monaten.
2016 hat das Bezirksgericht Frauenfeld im Schweizer Kanton Thurgau ihn wegen Geldwäsche und Urkundenfälschung beim Transfer von Vermögenswerten in die Schweiz zu einer Freiheitsstrafe von 14 Monaten, davon die Hälfte auf Bewährung, und zu einer Geldstrafe verurteilt. Ebenfalls verurteilt wurden seine Ehefrau und sein Anwalt. Das Schweizer Bundesgericht hat im August 2019 zwei vorinstanzliche Schuldsprüche wegen bandenmäßiger Geldwäsche aufgehoben. Das Thurgauer Obergericht, hat daraufhin die drei Personen im Oktober 2021 freigesprochen.

## Die Zeit danach
Schmider lebt heute (Stand Juni 2020) mit seiner nach 24 Jahren Ehe geschiedenen Frau zusammen auf Mallorca. Das Insolvenzverfahren wurde am 7. Februar 2020 offiziell beendet. Die Betrügereien waren Vorlage für ein Musical, das 2011 mit dem Titel Big Money auf die Bühne kam. Seine Lebensgeschichte war 2019 unter dem Titel Big Manni Gegenstand eines Fernsehfilms in der ARD. Die Ausstrahlung wurde mit einer Dokumentation von Martina Treuter begleitet. Die Produktion des SWR trägt den Namen Big Manni – Big Money. Die wahre Geschichte eines Milliardenbetrugs.